# Saison 2019-2020 des Grizzlies de Memphis
La saison 2019-2020 des Grizzlies de Memphis est la 25e saison de la franchise en National Basketball Association (NBA) et la 19e saison dans la ville de Memphis.
A l'intersaison 2019, Taylor Jenkins est annoncé entraîneur de l'équipe, pour prendre en main la reconstruction de la franchise. Mike Conley, pensionnaire de l'équipe depuis 12 ans, est transféré au Jazz de l'Utah. De ce fait, avec le second choix de la draft 2019 de la NBA, la franchise sélectionne Ja Morant, meneur à fort potentiel.
La saison a été suspendue par les officiels de la ligue après les matchs du 11 mars  après l'annonce que Rudy Gobert était positif au COVID-19. Le 12 mars 2020, le président de la ligue Adam Silver annonce que le championnat est arrêté pour "au moins 30 jours". La franchise reprend la saison régulière le 31 juillet 2020, à Orlando.
À la reprise de la saison, l'équipe est classée 8e de la conférence Ouest, mais ne réalise pas de bonnes prestations dans la "bulle d'Orlando", les faisant redescendre en 9e position. L'équipe doit alors gagner à deux reprises contre les Trail Blazers de Portland pour se qualifier en playoffs. Les Grizzlies perdent la première confrontation face à Portland.
À l'issue de la saison régulière, Morant est élu NBA Rookie of the Year.

## Draft
| Tour | Choix | Joueur    | Poste | Nationalité | Provenance             |
| ---- | ----- | --------- | ----- | ----------- | ---------------------- |
| 1    | 2     | Ja Morant | PG    | États-Unis  | Racers de Murray State |

## Matchs

### Summer League
| Summer League Total: 8-2 |

| Match | Date match  | Équipe      | Score   | Meilleur marqueur       | Meilleur rebondeur | Meilleur passeur | Lieux Spectateurs       | Série |
| ----- | ----------- | ----------- | ------- | ----------------------- | ------------------ | ---------------- | ----------------------- | ----- |
| 1     | 1er juillet | Utah        | V 85-68 | Washburn, Watanabe (20) | Yuta Watanabe (9)  | John Konchar (5) | Vivint Smart Home Arena | 1 - 0 |
| 2     | 2 juillet   | San Antonio | D 84-99 | Dusty Hannahs (20)      | Lyle Hexom (9)     | Paris Lee (7)    | Vivint Smart Home Arena | 1 - 1 |
| 3     | 3 juillet   | Cleveland   | V 81-68 | Keenan Evans (20)       | Yuta Watanabe (9)  | Paris Lee (7)    | Vivint Smart Home Arena | 2 - 1 |

| Match | Date match | Équipe           | Score        | Meilleur marqueur   | Meilleur rebondeur  | Meilleur passeur  | Lieux Spectateurs    | Série |
| ----- | ---------- | ---------------- | ------------ | ------------------- | ------------------- | ----------------- | -------------------- | ----- |
| 1     | 6 juillet  | Indiana          | V 101-75     | Bruno Caboclo (19)  | Ben Lawson (12)     | cinq joueurs (3)  | Cox Pavilion         | 1 - 0 |
| 2     | 7 juillet  | L.A. Clippers    | V 87-75      | Allen, Clarke (17)  | John Konchar (8)    | John Konchar (4)  | Thomas & Mack Center | 2 - 0 |
| 3     | 9 juillet  | Phoenix          | V 79-69      | Tyler Harvey (19)   | Ivan Rabb (12)      | Keenan Evans (5)  | Thomas & Mack Center | 3 - 0 |
| 4     | 11 juillet | Boston           | D 87-113     | Dusty Hannahs (15)  | Bruno Caboclo (6)   | Grayson Allen (4) | Thomas & Mack Center | 3 - 1 |
| 5     | 13 juillet | Boston           | V 94-88      | Tyler Harvey (25)   | Brandon Clarke (12) | Paris Lee (4)     | Thomas & Mack Center | 4 - 1 |
| 6     | 14 juillet | Nouvelle-Orléans | V 88-86 (OT) | Brandon Clarke (23) | Brandon Clarke (14) | Keenan Evans (8)  | Thomas & Mack Center | 5 - 1 |
| 7     | 15 juillet | Minnesota        | V 95-92      | Grayson Allen (17)  | Brandon Clarke (16) | Keenan Evans (8)  | Thomas & Mack Center | 6 - 1 |

### Pré-saison
| Pré-saison Total: 3-2 (Domicile : 2-1; Extérieur : 1-1) |

| Match | Date match | Équipe               | Score     | Meilleur marqueur      | Meilleur rebondeur    | Meilleur passeur  | Lieux                   | Série |
| ----- | ---------- | -------------------- | --------- | ---------------------- | --------------------- | ----------------- | ----------------------- | ----- |
| 1     | 6 octobre  | Maccabi Haïfa        | V 123-88  | Jaren Jackson Jr. (19) | Bruno Caboclo (9)     | Morant, Jones (7) | FedExForum              | 1 - 0 |
| 2     | 8 octobre  | New Zealand Breakers | V 108-94  | Allen, Jackson (18)    | Brandon Clarke (12)   | Ja Morant (10)    | FedExForum              | 2 - 0 |
| 3     | 14 octobre | Charlotte            | D 99-120  | Brandon Clarke (16)    | Brandon Clarke (12)   | Ja Morant (6)     | FedExForum              | 2 - 1 |
| 4     | 16 octobre | @ Oklahoma City      | V 124-119 | Dillon Brooks (30)     | Jackson, Konchar (10) | Kyle Anderson (5) | Chesapeake Energy Arena | 3 - 1 |
| 5     | 18 octobre | @ San Antonio        | D 91-104  | Ja Morant (16)         | Caboclo, Crowder (11) | Ja Morant (6)     | AT&T Center             | 3 - 2 |

### Matchs de préparation à Orlando avant la reprise de la saison régulière
| Matchs de préparation Total: 1-2 |

| Match | Date match | Équipe       | Score     | Meilleur marqueur      | Meilleur rebondeur     | Meilleur passeur | Lieux                | Série |
| ----- | ---------- | ------------ | --------- | ---------------------- | ---------------------- | ---------------- | -------------------- | ----- |
| 1     | 24 juillet | Philadelphie | D 83-90   | Jonas Valančiūnas (20) | Jonas Valančiūnas (11) | Ja Morant (8)    | The Arena            | 0 - 1 |
| 2     | 26 juillet | Houston      | D 104-119 | Ja Morant (17)         | Jonas Valančiūnas (9)  | Ja Morant (9)    | HP Field House       | 0 - 2 |
| 3     | 28 juillet | Miami        | V 128-110 | Dillon Brooks (23)     | Jonas Valančiūnas (15) | Ja Morant (12)   | Visa Athletic Center | 1 - 2 |

### Saison régulière
| Saison régulière Total: 34-39 (Domicile : 20-17; Extérieur : 14-22) |

| Match | Date match | Équipe        | Score          | Meilleur marqueur      | Meilleur rebondeur     | Meilleur passeur     | Lieux                   | Série |
| ----- | ---------- | ------------- | -------------- | ---------------------- | ---------------------- | -------------------- | ----------------------- | ----- |
| 1     | 23 octobre | @ Miami       | D 101-120      | Jaren Jackson Jr. (17) | Kyle Anderson (8)      | Tyus Jones (7)       | American Airlines Arena | 0 - 1 |
| 2     | 25 octobre | Chicago       | D 102-110      | Jaren Jackson Jr. (23) | Jonas Valančiūnas (13) | Anderson, Morant (5) | FedExForum              | 0 - 2 |
| 3     | 27 octobre | Brooklyn      | V 134-133 (OT) | Ja Morant (30)         | Jonas Valančiūnas (11) | Ja Morant (9)        | FedExForum              | 1 - 2 |
| 4     | 29 octobre | @ L.A. Lakers | D 91-120       | Ja Morant (16)         | Jonas Valančiūnas (11) | Dillon Brooks (4)    | Staples Center          | 1 - 3 |

| Match | Date match  | Équipe        | Score     | Meilleur marqueur      | Meilleur rebondeur     | Meilleur passeur    | Lieux                   | Série  |
| ----- | ----------- | ------------- | --------- | ---------------------- | ---------------------- | ------------------- | ----------------------- | ------ |
| 5     | 2 novembre  | Phoenix       | D 105-114 | Ja Morant (24)         | Brandon Clarke (11)    | Ja Morant (7)       | FedExForum              | 1 - 4  |
| 6     | 4 novembre  | Houston       | D 100-107 | Ja Morant (23)         | Jonas Valančiūnas (10) | Ja Morant (6)       | FedExForum              | 1 - 5  |
| 7     | 6 novembre  | Minnesota     | V 137-121 | Dillon Brooks (31)     | Jonas Valančiūnas (14) | Tyus Jones (5)      | FedExForum              | 2 - 5  |
| 8     | 8 novembre  | @ Orlando     | D 86-118  | Jonas Valančiūnas (15) | Jonas Valančiūnas (9)  | Ja Morant (7)       | Amway Center            | 2 - 6  |
| 9     | 9 novembre  | Dallas        | D 122-138 | Jaren Jackson Jr. (23) | Anderson, Hill (5)     | Tyus Jones (8)      | FedExForum              | 2 - 7  |
| 10    | 11 novembre | @ San Antonio | V 113-109 | Jaren Jackson Jr. (24) | Jonas Valančiūnas (12) | Tyus Jones (6)      | AT&T Center             | 3 - 7  |
| 11    | 13 novembre | @ Charlotte   | V 119-117 | Ja Morant (23)         | Jonas Valančiūnas (13) | Ja Morant (11)      | Spectrum Center         | 4 - 7  |
| 12    | 15 novembre | Utah          | V 107-106 | Ja Morant (25)         | Jae Crowder (10)       | Ja Morant (8)       | FedExForum              | 5 - 7  |
| 13    | 17 novembre | Denver        | D 114-131 | Jaren Jackson Jr. (22) | Jonas Valančiūnas (10) | Tyus Jones (7)      | FedExForum              | 5 - 8  |
| 14    | 19 novembre | Golden State  | D 95-115  | Ja Morant (20)         | Jae Crowder (11)       | Ja Morant (6)       | FedExForum              | 5 - 9  |
| 15    | 23 novembre | L.A. Lakers   | D 108-109 | Ja Morant (26)         | Brandon Clarke (11)    | Jones, Morant (6)   | FedExForum              | 5 - 10 |
| 16    | 25 novembre | @ Indiana     | D 114-126 | Jaren Jackson Jr. (28) | Jonas Valančiūnas (11) | Ja Morant (10)      | Bankers Life Fieldhouse | 5 - 11 |
| 17    | 27 novembre | L.A. Clippers | D 119-121 | Jonas Valančiūnas (30) | Jonas Valančiūnas (16) | Ja Morant (11)      | FedExForum              | 5 - 12 |
| 18    | 29 novembre | Utah          | D 94-103  | Jonas Valančiūnas (22) | Jonas Valančiūnas (17) | Jackson, Morant (4) | FedExForum              | 5 - 13 |

| Match | Date match   | Équipe          | Score     | Meilleur marqueur      | Meilleur rebondeur     | Meilleur passeur      | Lieux                      | Série   |
| ----- | ------------ | --------------- | --------- | ---------------------- | ---------------------- | --------------------- | -------------------------- | ------- |
| 19    | 1er décembre | @ Minnesota     | V 115-107 | Dillon Brooks (26)     | Bruno Caboclo (13)     | De'Anthony Melton (8) | Target Center              | 6 - 13  |
| 20    | 2 décembre   | Indiana         | D 104-117 | Jaren Jackson Jr. (31) | De'Anthony Melton (9)  | Tyus Jones (6)        | FedExForum                 | 6 - 14  |
| 21    | 4 décembre   | @ Chicago       | D 99-106  | Jonas Valančiūnas (32) | Jonas Valančiūnas (13) | De'Anthony Melton (7) | United Center              | 6 - 15  |
| 22    | 7 décembre   | @ Utah          | D 112-126 | Jaren Jackson Jr. (26) | Jonas Valančiūnas (6)  | Tyus Jones (7)        | Vivint Smart Home Arena    | 6 - 16  |
| 23    | 9 décembre   | @ Golden State  | V 110-102 | Ja Morant (26)         | Jonas Valančiūnas (10) | Jones, Morant (7)     | Chase Center               | 7 - 16  |
| 24    | 11 décembre  | @ Phoenix       | V 115-108 | Dillon Brooks (27)     | Jonas Valančiūnas (9)  | Ja Morant (6)         | Talking Stick Resort Arena | 8 - 16  |
| 25    | 13 décembre  | Milwaukee       | D 114-127 | Jaren Jackson Jr. (43) | Jae Crowder (11)       | Tyus Jones (7)        | FedExForum                 | 8 - 17  |
| 26    | 14 décembre  | Washington      | V 128-111 | Dillon Brooks (27)     | Jonas Valančiūnas (12) | Tyus Jones (9)        | FedExForum                 | 9 - 17  |
| 27    | 16 décembre  | Miami           | V 118-111 | Jonas Valančiūnas (21) | Jonas Valančiūnas (10) | Ja Morant (10)        | FedExForum                 | 10 - 17 |
| 28    | 18 décembre  | @ Oklahoma City | D 122-126 | Brandon Clarke (27)    | Jonas Valančiūnas (9)  | Ja Morant (7)         | Chesapeake Energy Arena    | 10 - 18 |
| 29    | 20 décembre  | @ Cleveland     | D 107-114 | Jaren Jackson Jr. (24) | Jonas Valančiūnas (14) | Ja Morant (11)        | Rocket Mortgage FieldHouse | 10 - 19 |
| 30    | 21 décembre  | Sacramento      | V 119-115 | Jaren Jackson Jr. (18) | Jae Crowder (10)       | Jae Crowder (5)       | FedExForum                 | 11 - 19 |
| 31    | 23 décembre  | San Antonio     | D 115-145 | Jaren Jackson Jr. (22) | Jonas Valančiūnas (12) | Crowder, Morant (4)   | FedExForum                 | 11 - 20 |
| 32    | 26 décembre  | @ Oklahoma City | V 110-97  | Jonas Valančiūnas (21) | Jae Crowder (10)       | Kyle Anderson (7)     | Chesapeake Energy Arena    | 12 - 20 |
| 33    | 28 décembre  | @ Denver        | D 110-119 | Jaren Jackson Jr. (20) | Jonas Valančiūnas (10) | Ja Morant (8)         | Pepsi Center               | 12 - 21 |
| 34    | 29 décembre  | Charlotte       | V 117-104 | Dillon Brooks (20)     | Jaren Jackson Jr. (12) | Ja Morant (7)         | FedExForum                 | 13 - 21 |

| Match | Date match | Équipe                | Score     | Meilleur marqueur      | Meilleur rebondeur       | Meilleur passeur  | Lieux                      | Série   |
| ----- | ---------- | --------------------- | --------- | ---------------------- | ------------------------ | ----------------- | -------------------------- | ------- |
| 35    | 2 janvier  | @ Sacramento          | D 123-128 | Ja Morant (23)         | Jonas Valančiūnas (12)   | Ja Morant (7)     | Golden 1 Center            | 13 - 22 |
| 36    | 4 janvier  | @ L.A. Clippers       | V 140-114 | Jae Crowder (27)       | Jonas Valančiūnas (12)   | Ja Morant (9)     | Staples Center             | 14 - 22 |
| 37    | 5 janvier  | @ Phoenix             | V 121-114 | Jonas Valančiūnas (30) | Jackson, Valančiūnas (8) | Ja Morant (7)     | Talking Stick Resort Arena | 15 - 22 |
| 38    | 7 janvier  | Minnesota             | V 119-112 | Dillon Brooks (28)     | Jae Crowder (8)          | Ja Morant (7)     | FedExForum                 | 16 - 22 |
| 39    | 10 janvier | San Antonio           | V 134-121 | Jaren Jackson Jr. (24) | Clarke, Valančiūnas (9)  | Ja Morant (14)    | FedExForum                 | 17 - 22 |
| 40    | 12 janvier | Golden State          | V 122-102 | Jonas Valančiūnas (31) | Jonas Valančiūnas (19)   | Ja Morant (10)    | FedExForum                 | 18 - 22 |
| 41    | 14 janvier | Houston               | V 121-110 | Ja Morant (26)         | Brandon Clarke (7)       | Ja Morant (8)     | FedExForum                 | 19 - 22 |
| 42    | 17 janvier | Cleveland             | V 113-109 | Dillon Brooks (26)     | Jonas Valančiūnas (18)   | Ja Morant (8)     | FedExForum                 | 20 - 22 |
| 43    | 20 janvier | La Nouvelle-Orléans   | D 116-126 | Dillon Brooks (31)     | Jonas Valančiūnas (11)   | Ja Morant (9)     | FedExForum                 | 20 - 23 |
| 44    | 22 janvier | @ Boston              | D 95-119  | Jonas Valančiūnas (16) | Jonas Valančiūnas (13)   | Ja Morant (5)     | TD Garden                  | 20 - 24 |
| 45    | 24 janvier | @ Détroit             | V 125-112 | Jaren Jackson Jr. (29) | Brandon Clarke (11)      | Ja Morant (12)    | Little Caesars Arena       | 21 - 24 |
| 46    | 26 janvier | Phoenix               | V 114-109 | Ja Morant (23)         | Kyle Anderson (12)       | Ja Morant (8)     | FedExForum                 | 22 - 24 |
| 47    | 28 janvier | Denver                | V 104-96  | Dillon Brooks (24)     | Jonas Valančiūnas (12)   | Morant, Jones (7) | FedExForum                 | 23 - 24 |
| 48    | 29 janvier | @ New York            | V 127-106 | Dillon Brooks (27)     | Jonas Valančiūnas (13)   | Ja Morant (10)    | Madison Square Garden      | 24 - 24 |
| 49    | 31 janvier | @ La Nouvelle-Orléans | D 111-139 | Jonas Valančiūnas (18) | Jonas Valančiūnas (8)    | Trois joueurs (3) | Smoothie King Center       | 24 - 25 |

| Match                  | Date match | Équipe          | Score     | Meilleur marqueur      | Meilleur rebondeur       | Meilleur passeur  | Lieux                    | Série   |
| ---------------------- | ---------- | --------------- | --------- | ---------------------- | ------------------------ | ----------------- | ------------------------ | ------- |
| 50                     | 3 février  | Détroit         | V 96-82   | Jonas Valančiūnas (26) | Jonas Valančiūnas (17)   | Ja Morant (7)     | FedExForum               | 25 - 25 |
| 51                     | 5 février  | @ Dallas        | V 121-107 | Ja Morant (21)         | Jonas Valančiūnas (10)   | Kyle Anderson (6) | American Airlines Center | 26 - 25 |
| 52                     | 7 février  | @ Philadelphie  | D 107-119 | Ja Morant (15)         | Jonas Valančiūnas (10)   | Tyus Jones (7)    | Wells Fargo Center       | 26 - 26 |
| 53                     | 9 février  | Washington      | V 106-99  | Ja Morant (27)         | Jonas Valančiūnas (18)   | Ja Morant (10)    | Capital One Arena        | 27 - 26 |
| 54                     | 12 février | Portland        | V 111-104 | Brandon Clarke (27)    | Jonas Valančiūnas (18)   | Ja Morant (9)     | FedExForum               | 28 - 26 |
| NBA All-Star Game 2020 |            |                 |           |                        |                          |                   |                          |         |
| 55                     | 20 février | @ Sacramento    | D 125-129 | De'Anthony Melton (24) | Clarke, Valančiūnas (11) | Tyus Jones (6)    | Golden 1 Center          | 28 - 27 |
| 56                     | 21 février | @ L.A. Lakers   | D 105-117 | Josh Jackson (20)      | Jonas Valančiūnas (11)   | Tyus Jones (5)    | Staples Center           | 28 - 28 |
| 57                     | 24 février | @ L.A. Clippers | D 97-124  | Ja Morant (16)         | Gorgui Dieng (10)        | Dillon Brooks (5) | Staples Center           | 28 - 29 |
| 58                     | 26 février | @ Houston       | D 112-140 | Dillon Brooks (22)     | Jonas Valančiūnas (10)   | Ja Morant (9)     | Toyota Center            | 28 - 30 |
| 59                     | 28 février | Sacramento      | D 101-104 | Dillon Brooks (32)     | Jonas Valančiūnas (25)   | Ja Morant (11)    | FedExForum               | 28 - 31 |
| 60                     | 29 février | L.A. Lakers     | V 105-88  | Ja Morant (27)         | Jonas Valančiūnas (20)   | Ja Morant (14)    | FedExForum               | 29 - 31 |

| Match | Date match | Équipe     | Score     | Meilleur marqueur      | Meilleur rebondeur     | Meilleur passeur      | Lieux                    | Série   |
| ----- | ---------- | ---------- | --------- | ---------------------- | ---------------------- | --------------------- | ------------------------ | ------- |
| 61    | 2 mars     | @ Atlanta  | V 127-88  | Gorgui Dieng (17)      | Jonas Valančiūnas (15) | Tyus Jones (9)        | State Farm Arena         | 30 - 31 |
| 62    | 4 mars     | @ Brooklyn | V 118-79  | Josh Jackson (19)      | Jonas Valančiūnas (16) | Tyus Jones (6)        | Barclays Center          | 31 - 31 |
| 63    | 6 mars     | @ Dallas   | D 96-121  | Josh Jackson (16)      | Jonas Valančiūnas (11) | Ja Morant (8)         | American Airlines Center | 31 - 32 |
| 64    | 7 mars     | Atlanta    | V 118-101 | Jonas Valančiūnas (27) | Jonas Valančiūnas (17) | Ja Morant (6)         | FedExForum               | 32 - 32 |
| 65    | 10 mars    | Orlando    | D 115-120 | Jonas Valančiūnas (27) | Jonas Valančiūnas (16) | De'Anthony Melton (6) | FedExForum               | 32 - 33 |

| Match | Date match | Équipe                | Score | Meilleur marqueur | Meilleur rebondeur | Meilleur passeur | Lieux                   | Série |
| ----- | ---------- | --------------------- | ----- | ----------------- | ------------------ | ---------------- | ----------------------- | ----- |
| -     | Annulé     | @ Portland            |       |                   |                    |                  | Moda Center             | -     |
| -     | Annulé     | @ Utah                |       |                   |                    |                  | Vivint Smart Home Arena | -     |
| -     | Annulé     | @ San Antonio         |       |                   |                    |                  | AT&T Center             | -     |
| -     | Annulé     | Oklahoma City         |       |                   |                    |                  | FedExForum              | -     |
| -     | Annulé     | @ Milwaukee           |       |                   |                    |                  | Fiserv Forum            | -     |
| -     | Annulé     | La Nouvelle-Orléans   |       |                   |                    |                  | FedExForum              | -     |
| -     | Annulé     | @ La Nouvelle-Orléans |       |                   |                    |                  | Smoothie King Center    | -     |
| -     | Annulé     | Boston                |       |                   |                    |                  | FedExForum              | -     |
| -     | Annulé     | Toronto               |       |                   |                    |                  | FedExForum              | -     |
| -     | Annulé     | @ Toronto             |       |                   |                    |                  | Scotiabank Arena        | -     |
| -     | Annulé     | New York              |       |                   |                    |                  | FedExForum              | -     |
| -     | Annulé     | Dallas                |       |                   |                    |                  | FedExForum              | -     |
| -     | Annulé     | @ Portland            |       |                   |                    |                  | Moda Center             | -     |
| -     | Annulé     | @ Denver              |       |                   |                    |                  | Pepsi Center            | -     |
| -     | Annulé     | Oklahoma City         |       |                   |                    |                  | FedExForum              | -     |
| -     | Annulé     | Philadelphie          |       |                   |                    |                  | FedExForum              | -     |
| -     | Annulé     | @ Houston             |       |                   |                    |                  | Toyota Center           | -     |

| Match | Date match | Équipe     | Score          | Meilleur marqueur      | Meilleur rebondeur | Meilleur passeur | Lieux              | Série   |
| ----- | ---------- | ---------- | -------------- | ---------------------- | ------------------ | ---------------- | ------------------ | ------- |
| 66    | 31 juillet | @ Portland | D 135-140 (OT) | Jaren Jackson Jr. (33) | Brandon Clarke (7) | Ja Morant (11)   | AdventHealth Arena | 32 - 34 |

| Match | Date match | Équipe        | Score     | Meilleur marqueur      | Meilleur rebondeur     | Meilleur passeur       | Lieux                | Série   |
| --- | ---------- | ------------- | --------- | ---------------------- | ---------------------- | ---------------------- | -------------------- | ------- |
| 67 | 2 août     | San Antonio   | D 106-108 | Ja Morant (25)         | Jonas Valančiūnas (11) | Ja Morant (9)          | VISA Athletic Center | 32 - 35 |
| 68 | 3 août     | @ New Orleans | D 99-109  | Jaren Jackson Jr. (22) | Jonas Valančiūnas (13) | Ja Morant (8)          | The Field House      | 32 - 36 |
| 69 | 5 août     | @ Utah        | D 115-124 | Dillon Brooks (23)     | Jonas Valančiūnas (14) | Ja Morant (9)          | The Field House      | 32 - 37 |
| 70 | 7 août     | Oklahoma City | V 121-92  | Dillon Brooks (22)     | Jonas Valančiūnas (11) | Ja Morant (9)          | VISA Athletic Center | 33 - 37 |
| 71 | 9 août     | @ Toronto     | D 99-108  | Dillon Brooks (25)     | Jonas Valančiūnas (10) | Ja Morant (10)         | VISA Athletic Center | 33 - 38 |
| 72 | 11 août    | Boston        | D 107-122 | Ja Morant (26)         | Jonas Valančiūnas (10) | Ja Morant (13)         | The Field House      | 33 - 39 |
| 73 | 13 août    | Milwaukee     | V 119-106 | Dillon Brooks (31)     | Jonas Valančiūnas (19) | Jonas Valančiūnas (12) | VISA Athletic Center | 34 - 39 |
| Play-In* pour la huitième place |            |               |           |                        |                        |                        |                      |         |
| - | 15 août    | @ Portland    | D 122-126 | Ja Morant (35)         | Jonas Valančiūnas (17) | Kyle Anderson (9)      | The Field House      | -       |
| * Les Play-In se jouent sur deux matchs maximum entre les huitième et neuvième de la conférence Ouest. Si Portland (8) remporte un des deux matchs, Portland sera alors qualifié pour les Playoffs. Si au contraire, Memphis (9) remporte les deux matchs, Memphis sera qualifié pour les Playoffs. Le vainqueur de ces Play-in rencontrera les Lakers de Los Angeles (1) au premier tour. |            |               |           |                        |                        |                        |                      |         |

### Confrontations en saison régulière
| Conférence Est      | Conférence Est                              | Conférence Est                              | Conférence Ouest                            | Conférence Ouest                            | Conférence Ouest                            | Conférence Ouest                            | Conférence Ouest                            |
| Division Atlantique | Division Atlantique                         | Division Atlantique                         | Division Nord-Ouest                         | Division Nord-Ouest                         | Division Nord-Ouest                         | Division Nord-Ouest                         | Division Nord-Ouest                         |
| Équipe              | Domicile                                    | Extérieur                                   | Équipe                                      | Domicile                                    | Domicile                                    | Extérieur                                   | Extérieur                                   |
| ------------------- | ------------------------------------------- | ------------------------------------------- | ------------------------------------------- | ------------------------------------------- | ------------------------------------------- | ------------------------------------------- | ------------------------------------------- |
| Boston              |                                             | 95-119                                      | Denver                                      | 114-131                                     | 104-96                                      | 110-119                                     |                                             |
| Brooklyn            | 134-133 (OT)                                | 118-79                                      | Minnesota                                   | 137-121                                     | 119-112                                     | 115-107                                     |                                             |
| New York            |                                             | 127-106                                     | Oklahoma City                               |                                             |                                             | 122-126                                     | 110-97                                      |
| Philadelphie        |                                             | 107-119                                     | Portland                                    | 111-104                                     |                                             |                                             |                                             |
| Toronto             |                                             |                                             | Utah                                        | 107-106                                     | 94-103                                      | 112-126                                     |                                             |
| Matchs à Orlando    |                                             |                                             |                                             |                                             |                                             |                                             |                                             |
| Boston              | 107-122                                     |                                             | Oklahoma City                               | 121-92                                      |                                             |                                             |                                             |
| Toronto             |                                             | 99-108                                      | Portland                                    |                                             |                                             | 135-140 (OT)                                |                                             |
|                     |                                             |                                             | Utah                                        |                                             |                                             | 115-124                                     |                                             |
|                     | 1–1                                         | 2–3                                         |                                             | 6–2                                         | 6–2                                         | 2–5                                         | 2–5                                         |
| Division            | 3–4                                         | 3–4                                         | Division                                    | 8–7                                         | 8–7                                         | 8–7                                         | 8–7                                         |
| Division Centrale   | Division Centrale                           | Division Centrale                           | Division Pacifique                          | Division Pacifique                          | Division Pacifique                          | Division Pacifique                          | Division Pacifique                          |
| Équipe              | Domicile                                    | Extérieur                                   | Équipe                                      | Domicile                                    | Domicile                                    | Extérieur                                   | Extérieur                                   |
| Chicago             | 102-110                                     | 99-106                                      | Golden State                                | 95-115                                      | 122-102                                     | 110-102                                     |                                             |
| Cleveland           | 113-109                                     | 107-114                                     | L.A. Clippers                               | 119-121                                     |                                             | 140-114                                     | 97-124                                      |
| Detroit             | 96-82                                       | 125-112                                     | L.A. Lakers                                 | 108-109                                     | 105-88                                      | 91-120                                      | 105-117                                     |
| Indiana             | 104-117                                     | 114-126                                     | Phoenix                                     | 105-114                                     | 114-109                                     | 115-108                                     | 121-114                                     |
| Milwaukee           | 114-127                                     |                                             | Sacramento                                  | 119-115                                     | 101-104                                     | 123-128                                     | 125-129                                     |
| Matchs à Orlando    |                                             |                                             |                                             |                                             |                                             |                                             |                                             |
| Milwaukee           | 13 août                                     |                                             |                                             |                                             |                                             |                                             |                                             |
|                     | 2–3                                         | 1–3                                         |                                             | 4–5                                         | 4–5                                         | 4–5                                         | 4–5                                         |
| Division            | 3–6                                         | 3–6                                         | Division                                    | 8–10                                        | 8–10                                        | 8–10                                        | 8–10                                        |
| Division Sud-Est    | Division Sud-Est                            | Division Sud-Est                            | Division Sud-Ouest                          | Division Sud-Ouest                          | Division Sud-Ouest                          | Division Sud-Ouest                          | Division Sud-Ouest                          |
| Équipe              | Domicile                                    | Extérieur                                   | Équipe                                      | Domicile                                    | Domicile                                    | Extérieur                                   | Extérieur                                   |
| Atlanta             | 118-101                                     | 127-88                                      | Dallas                                      | 122-138                                     |                                             | 121-107                                     | 96-121                                      |
| Charlotte           | 117-104                                     | 119-117                                     | Houston                                     | 100-107                                     | 121-110                                     | 112-140                                     |                                             |
| Miami               | 118-111                                     | 101-120                                     |                                             |                                             |                                             |                                             |                                             |
| Orlando             | 115-120                                     | 86-118                                      | New Orleans                                 | 116-126                                     |                                             | 111-139                                     |                                             |
| Washington          | 128-111                                     | 106-99                                      | San Antonio                                 | 115-145                                     | 134-121                                     | 113-109                                     |                                             |
| Matchs à Orlando    |                                             |                                             |                                             |                                             |                                             |                                             |                                             |
|                     |                                             |                                             | New Orleans                                 |                                             |                                             | 99-109                                      |                                             |
|                     |                                             |                                             | San Antonio                                 | 106-108                                     |                                             |                                             |                                             |
|                     | 4–1                                         | 3–2                                         |                                             | 2–5                                         | 2–5                                         | 2–4                                         | 2–4                                         |
| Division            | 7–3                                         | 7–3                                         | Division                                    | 4–9                                         | 4–9                                         | 4–9                                         | 4–9                                         |
| Conférence          | 13–13 (Domicile : 7–5; Extérieur : 6–8)     | 13–13 (Domicile : 7–5; Extérieur : 6–8)     | Conférence                                  | 20–26 (Domicile : 12–12; Extérieur : 8–14)  | 20–26 (Domicile : 12–12; Extérieur : 8–14)  | 20–26 (Domicile : 12–12; Extérieur : 8–14)  | 20–26 (Domicile : 12–12; Extérieur : 8–14)  |
| Total               | 33–39 (Domicile : 19–17; Extérieur : 14–22) | 33–39 (Domicile : 19–17; Extérieur : 14–22) | 33–39 (Domicile : 19–17; Extérieur : 14–22) | 33–39 (Domicile : 19–17; Extérieur : 14–22) | 33–39 (Domicile : 19–17; Extérieur : 14–22) | 33–39 (Domicile : 19–17; Extérieur : 14–22) | 33–39 (Domicile : 19–17; Extérieur : 14–22) |

## Classements de la saison régulière
| Conférence Ouest | Conférence Ouest                | Conférence Ouest | Conférence Ouest | Conférence Ouest | Conférence Ouest | Conférence Ouest | Conférence Ouest |
| No               | Franchise                       | Vic.             | Def.             | MJ               | V/D              | GB               |                  |
| ---------------- | ------------------------------- | ---------------- | ---------------- | ---------------- | ---------------- | ---------------- | ---------------- |
| 1                | Lakers de Los Angeles           | 52               | 19               | 71               | .732             | –                |                  |
| 2                | Clippers de Los Angeles         | 49               | 23               | 72               | .681             | 3.5              |                  |
| 3                | Nuggets de Denver               | 46               | 27               | 73               | .630             | 7                |                  |
| 4                | Rockets de Houston              | 44               | 28               | 72               | .611             | 8.5              |                  |
| 5                | Thunder d'Oklahoma City         | 44               | 28               | 72               | .611             | 8.5              |                  |
| 6                | Jazz de l'Utah                  | 44               | 28               | 72               | .611             | 8.5              |                  |
| 7                | Mavericks de Dallas             | 43               | 32               | 75               | .573             | 11               |                  |
| 8                | Trail Blazers de Portland (PI)  | 35               | 39               | 74               | .473             | 18.5             |                  |
|                  |                                 |                  |                  |                  |                  |                  |                  |
| 9                | Grizzlies de Memphis (PI)       | 34               | 39               | 73               | .466             | 19               |                  |
| 10               | Suns de Phoenix                 | 34               | 39               | 73               | .466             | 19               |                  |
| 11               | Spurs de San Antonio            | 32               | 39               | 71               | .451             | 20               |                  |
| 12               | Kings de Sacramento             | 31               | 41               | 72               | .431             | 21.5             |                  |
| 13               | Pelicans de La Nouvelle-Orléans | 30               | 42               | 72               | .417             | 22.5             |                  |
| 14               | Timberwolves du Minnesota       | 19               | 45               | 64               | .297             | 29.5             |                  |
| 15               | Warriors de Golden State        | 15               | 50               | 65               | .231             | 34               |                  |

| Division Sud-Ouest       | V  | D  | MJ | V/D  | GB   | Dom   | Ext   | Div  |
| ------------------------ | -- | -- | -- | ---- | ---- | ----- | ----- | ---- |
| Rockets de Houston       | 44 | 28 | 72 | .611 | –    | 24–12 | 20–16 | 8–5  |
| Mavericks de Dallas      | 43 | 32 | 75 | .573 | 2.5  | 20–18 | 23–14 | 10–4 |
| Grizzlies de Memphis     | 34 | 39 | 73 | .466 | 10.5 | 20–17 | 14–22 | 4–9  |
| Spurs de San Antonio     | 32 | 39 | 71 | .451 | 11.5 | 19–15 | 13–24 | 7–6  |
| Pelicans de Nlle-Orléans | 30 | 42 | 72 | .417 | 14   | 15–21 | 15–21 | 4–9  |

## Effectif

### Effectif actuel
| Grizzlies de Memphis Effectif en fin de saison                 |    |                        |                       |                        |
| Entraîneur : Taylor Jenkins                                    |    |                        |                       |                        |
| Arrière                                                        | 3  | Drapeau des États-Unis | Grayson Allen         | Duke                   |
| Ailier / Ailier fort                                           | 1  | Drapeau des États-Unis | Kyle Anderson         | UCLA                   |
| Arrière / Ailier                                               | 24 | Drapeau du Canada      | Dillon Brooks         | Oregon                 |
| Ailier fort                                                    | 15 | Drapeau du Canada      | Brandon Clarke (R)    | Gonzaga                |
| Pivot                                                          | 14 | Drapeau du Sénégal     | Gorgui Dieng          | Louisville             |
| Arrière                                                        | 23 | Drapeau de la Serbie   | Marko Gudurić (R)     | Fenerbahçe SK          |
| Ailier fort / Pivot                                            | 13 | Drapeau des États-Unis | Jaren Jackson Jr.     | Michigan State         |
| Ailier                                                         | 20 | Drapeau des États-Unis | Josh Jackson          | Kansas                 |
| Meneur                                                         | 21 | Drapeau des États-Unis | Tyus Jones            | Duke                   |
| Arrière                                                        | 46 | Drapeau des États-Unis | John Konchar (R) (TW) | Purdue Fort Wayne (en) |
| Meneur / Arrière                                               | 0  | Drapeau des États-Unis | De'Anthony Melton     | USC                    |
| Meneur                                                         | 12 | Drapeau des États-Unis | Ja Morant (R)         | Murray State           |
| Ailier fort / Pivot                                            | -  | Drapeau des États-Unis | Jontay Porter (R)     | Missouri               |
| Ailier fort                                                    | 44 | Drapeau des États-Unis | Anthony Tolliver      | Creighton              |
| Pivot                                                          | 17 | Drapeau de la Lituanie | Jonas Valančiūnas     | Lietuvos rytas         |
| Ailier                                                         | 18 | Drapeau du Japon       | Yuta Watanabe (TW)    | George Washington      |
| Ailier / Meneur                                                | 7  | Drapeau des États-Unis | Justise Winslow       | Duke                   |
| (C) - Capitaine, (R) - Rookie, (TW) - Two-way contract, Blessé |    |                        |                       |                        |
|                                                                |    |                        |                       |                        |

## Transactions
Le détail des différents contrats signés par l'équipe est disponible dans la section supérieure des contrats des joueurs, avec les montants des salaires.

### Échanges
| Juillet   | Juillet | Juillet | Juillet |
| --------- | --- | --- | ------- |
| 6 juillet | Vers les Grizzlies de Memphis - Grayson Allen - Jae Crowder - Kyle Korver - Droits sur Darius Bazley (#23) - Premier tour de draft 2020 (protégé) | Vers le Jazz de l'Utah - Mike Conley, Jr.                                                                  | [ 5 ]   |
| 6 juillet | Vers les Grizzlies de Memphis - Dwight Howard | Vers les Wizards de Washington - C. J. Miles                                                               | [ 6 ]   |
| 6 juillet | Vers les Grizzlies de Memphis - Droits sur Brandon Clarke (#21)                                                                                   | Vers le Thunder d'Oklahoma City - Droits sur Darius Bazley (#23) - Second tour de draft 2024               | [ 7 ]   |
| 7 juillet | Vers les Grizzlies de Memphis - Solomon Hill - Miles Plumlee                                                                                      | Vers les Hawks d'Atlanta - Chandler Parsons                                                                | [ 8 ]   |
| 7 juillet | Vers les Grizzlies de Memphis - Andre Iguodala - Premier tour de draft 2024 (protégé) - Compensation financière de 2 000 000 $                    | Vers les Warriors de Golden State - Julian Washburn                                                        | [ 9 ]   |
| 7 juillet | Vers les Grizzlies de Memphis - Josh Jackson - De'Anthony Melton - Second tour de draft 2020 - Second tour de draft 2021 (protégé)                | Vers les Suns de Phoenix - Jevon Carter - Kyle Korver                                                      | [ 10 ]  |
| 8 juillet | Vers les Grizzlies de Memphis - Droits sur Satnam Singh Bhamara (2015 #52) - Second tour de draft 2021 (de Portland) - Second tour de draft 2023  | Vers les Mavericks de Dallas - Delon Wright (Sign and Trade)                                               | [ 11 ]  |
| Février   | | |         |
| 6 février | Échange à trois équipes | Échange à trois équipes                                                                                    | [ 12 ]  |
| 6 février | Vers les Grizzlies de Memphis - Gorgui Dieng (Des Minnesota) - Dion Waiters (De Miami) - Justise Winslow (De Miami)                               | Vers le Heat de Miami - Jae Crowder (De Memphis) - Solomon Hill (De Memphis) - Andre Iguodala (De Memphis) | [ 12 ]  |
| 6 février | Vers les Timberwolves du Minnesota - James Johnson (De Miami)                                                                                     | | [ 12 ]  |
| 6 février | Vers les Grizzlies de Memphis - Jordan Bell - Droit d'échange du second tour de draft 2023                                                        | Vers les Rockets de Houston - Bruno Caboclo                                                                | [ 13 ]  |

### Joueurs qui re-signent
| Date       | Joueur            |
| ---------- | ----------------- |
| 11/07/2019 | Jonas Valančiūnas |

### Options dans les contrats
| Date       | Joueur            | Option                                                                                |
| ---------- | ----------------- | ------------------------------------------------------------------------------------- |
| 12/04/2019 | C. J. Miles       | C. J. Miles exerce son option joueur de 8 730 159 $ pour la saison 2019-2020.         |
| 13/06/2019 | Jonas Valančiūnas | Jonas Valančiūnas décline son option joueur de 17 617 976 $ pour la saison 2019-2020. |
| 27/06/2019 | Tyler Dorsey      | Memphis décline la Qualifying Offer de 1 744 951 $ pour la saison 2019-2020.          |
| 21/10/2019 | Grayson Allen     | Memphis exerce leur option d'équipe de 2 545 320 $ pour la saison 2020-2021.          |
| 21/10/2019 | Jaren Jackson Jr. | Memphis exerce leur option d'équipe de 7 257 360 $ pour la saison 2020-2021.          |
| 21/10/2019 | Josh Jackson      | Memphis décline leur option d'équipe de 8 930 242 $ pour la saison 2020-2021.         |

### Changement d’entraîneur
| Date       | Ancien entraîneur | Raison départ | Date de signature | Nouvel entraîneur | Provenance         |
| ---------- | ----------------- | ------------- | ----------------- | ----------------- | ------------------ |
| 11/04/2019 | J. B. Bickerstaff | Licencié      | 11/06/2019        | Taylor Jenkins    | Bucks de Milwaukee |

## Arrivées

### Draft
| Date       | Joueur               | Provenance                    |
| ---------- | -------------------- | ----------------------------- |
| 01/07/2019 | Ja Morant (#2)       | Racers de Murray State (NCAA) |
| 06/07/2019 | Brandon Clarke (#21) | Bulldogs de Gonzaga (NCAA)    |

### Agents libres
| Date       | Joueur            | Provenance                                 |
| ---------- | ----------------- | ------------------------------------------ |
| 09/07/2019 | Tyus Jones        | Timberwolves du Minnesota                  |
| 31/07/2019 | Marko Gudurić     | Fenerbahçe SK                              |
| 04/09/2019 | Matt Mooney       | Red Raiders de Texas Tech (NCAA)           |
| 14/10/2019 | Dusty Hannahs     | Grizzlies de Memphis (Coupé le 04/04/2019) |
| 15/10/2019 | Ahmad Caver       | Monarchs d'Old Dominion (NCAA)             |
| 16/10/2019 | Jarrod Uthoff     | Zénith Saint-Pétersbourg                   |
| 17/10/2019 | Shaq Buchanan     | Racers de Murray State (NCAA)              |
| 18/10/2019 | Bennie Boatwright | Trojans d'USC (NCAA)                       |
| 08/03/2020 | Jontay Porter     | Tigers du Missouri (NCAA)                  |
| 23/06/2020 | Anthony Tolliver  | Grizzlies de Memphis (contrat de 10 jours) |

### Contrat de 10 jours
| Date       | Joueur           | Provenance                   |
| ---------- | ---------------- | ---------------------------- |
| 21/02/2020 | Dusty Hannahs    | Hustle de Memphis (G League) |
| 27/02/2020 | Jarrod Uthoff    | Hustle de Memphis (G League) |
| 02/03/2020 | Anthony Tolliver | Kings de Sacramento          |

### Two-way contracts
| Date       | Joueur       | Provenance               |
| ---------- | ------------ | ------------------------ |
| 07/07/2019 | John Konchar | Université Purdue (NCAA) |

## Départs

### Agents libres
| Date       | Joueur         | Nouvelle équipe¹                     |
| ---------- | -------------- | ------------------------------------ |
| 01/07/2019 | Omri Casspi    | Maccabi Tel-Aviv                     |
| 01/07/2019 | Tyler Dorsey   | Maccabi Tel-Aviv                     |
| 01/07/2019 | Justin Holiday | Pacers de l'Indiana                  |
| 01/07/2019 | Joakim Noah    | Clippers de Los Angeles              |
| 01/07/2019 | Delon Wright   | Mavericks de Dallas (Sign-and-Trade) |
| 01/07/2019 | Tyler Zeller   | Nuggets de Denver                    |

### Joueurs coupés
| Date       | Joueur        | Nouvelle équipe ¹                |
| ---------- | ------------- | -------------------------------- |
| 06/07/2019 | Avery Bradley | Lakers de Los Angeles            |
| 24/08/2019 | Dwight Howard | Lakers de Los Angeles            |
| 09/02/2020 | Dion Waiters  | Lakers de Los Angeles            |
| 27/02/2020 | Dusty Hannahs | Hustle de Memphis (G League)     |
| 02/03/2020 | Jordan Bell   | Go-Go de Capital City (G League) |

¹ Il s'agit de l’équipe pour laquelle le joueur a signé après son départ, il a pu entre-temps changer d'équipe ou encore de pays.

### Joueurs non retenus au training camp
Liste des joueurs non retenus pour commencer la saison NBA.
| Joueur            |
| ----------------- |
| Bennie Boatwright |
| Shaq Buchanan     |
| Ahmad Caver       |
| Dusty Hannahs     |
| Matt Mooney       |
| Miles Plumlee     |
| Ivan Rabb         |
| Jarrod Uthoff     |

## Situation à la fin de la saison

### Joueurs "agents libres"
| Joueur            | Fin de saison         |
| ----------------- | --------------------- |
| Josh Jackson      | Agent libre           |
| John Konchar      | Agent libre restreint |
| De'Anthony Melton | Agent libre restreint |
| Jontay Porter     | Agent libre restreint |
| Yuta Watanabe     | Agent libre restreint |